# 13-та гірська дивізія СС «Ханджар» (1-ша хорватська)
13-та гірська дивізія СС «Ханджар» (1-ша хорватська) (нім. 13. Waffen-Gebirgs-Division der SS „Handschar“ (kroatische Nr. 1), хорв. 13. oružana brdska divizija SS-a Handžar, također i hrvatska br. 1) — з'єднання, гірсько-піхотна дивізія в складі військ Ваффен-СС нацистської Німеччини, що брала участь у бойових діях протягом 1943–1945 років.
Дивізія отримала назву «Ханджар» (сербохорв. Handžar) за місцевим бойовим ножем або мечем, які носили османські поліцейські протягом століть, коли регіон був частиною Османської імперії. Це була перша ненімецька дивізія Ваффен-СС, і її формування ознаменувало розширення Ваффен-СС у багатоетнічну військову силу. З'єднання комплектувалося за рахунок боснійських мусульман (етнічних боснійців) і частково хорватів-католиків; посади офіцерів та унтерофіцерів комплектувалися переважно німецькими військовиками та югославськими фольксдойче (етнічних німців). Особовий склад присягав на вірність Адольфу Гітлеру та хорватському лідеру Анте Павеличу.
З березня до грудня 1944 року дивізія брала активну участь в антипартизанській кампанії проти очолюваного комуністами югославського партизанського Руху опору в Незалежній Державі Хорватія, фашистській маріонетковій державі Німеччини, яка охоплювала території сучасних Хорватію, Боснії і Герцеговини, а також частину Сербії. Дивізія недовго воювала в районі Сирмії на північ від річки Сава, перш ніж перейти на північний схід Боснії. Тут вона встановила визначену «зону безпеки» в північно-східній Боснії між річками Сава, Босна, Дрина та Спреча. Дивізія також кілька разів воювала за межами зони безпеки та заслужила репутацію жорстокості та дикості не лише під час бойових дій, а й через звірства, скоєні проти сербських та єврейських мирних жителів. Наприкінці 1944 року частини дивізії були ненадовго перекинуті в район Загреба, після чого ненімецькі члени почали масово дезертирувати. Взимку 1944—1945 років частини дивізії були перекинуті в район Бараньї, де билися проти Червоної й болгарської армій та по всій південній Угорщині, відступаючи через низку оборонних ліній, поки вони не опинилися в межах Третього Рейху.
Більшість боснійських мусульман, що залишилися, дезертирували зі своїх підрозділів у цей момент і спробували повернутися до Боснії. Решта відступили далі на захід, сподіваючись здатися західним союзникам. Більшість з них стали полоненими британської армії. Згодом 38 офіцерів було екстрадовано до Югославії, де притягнуті до кримінальної відповідальності, а 10 з них були страчені. Сотні колишніх членів дивізії брали участь у Громадянській війні 1947—1948 рр. у підмандатній Палестині та в арабо-ізраїльській війні 1948 р.

## Історія з'єднання

### Передумови
Після розгрому державами Осі Королівства Югославія у квітні 1941 року хорватський крайній націоналіст і фашист Анте Павелич, який перебував у вигнанні у фашистській Італії, був призначений Поглавником (лідером) хорватської держави, очолюваної усташами — Незалежна Держава Хорватія (часто називається NDH, від хорватського: хорв. Nezavisna Država Hrvatska). NDH об'єднала майже всю сучасну Хорватію, всю сучасну Боснію та Герцеговину та частину сучасної Сербії в «італійсько-німецький квазіпротекторат». Влада НДХ на чолі з ополченням усташів згодом проводила політику геноциду проти сербського, єврейського та ромського населення, що проживало в межах нової держави.
Незважаючи на запевнення Павелича в рівноправності з хорватами, багато мусульман швидко стали невдоволеними хорватським правлінням. Мусульманські лідери повідомляли, що жоден мусульманин не посів впливову посаду в адміністрації. Хоча це було перебільшенням, утім мусульмани дійсно не були достатньо представлені на державних посадах нової держави, посідаючи лише дві з 20 міністерських посад, жоден із шести державних секретарів не був мусульманином, і було лише 13 мусульманських «народних представників» із загальної кількості 206. Почалося затяте протистояння між усташами, сербсько-шовіністичними четниками та панюгославськими партизанами на території Незалежної Держави Хорватія, що іноді переходило у відкриті сутички та звірства по відношенню до мирного населення, привівши до масових жертв.
Невдоволення боснійських мусульман правлінням усташів у НДХ та їхня потреба в захисті поєднувалися з ностальгією за періодом правління Габсбургів у Боснії та загалом дружнім ставленням до Німеччини серед видатних боснійських мусульман. Ці фактори призвели їх до намагання утворити автономію для боснійської мусульманської громади. Але Павелич виступив рішуче проти, прагнучі зберегти територіальну цілісність НДХ. У листопаді 1942 року прибічники автономії відчайдушно прагнули захистити мусульманський народ і написали Адольфу Гітлеру офіційне звернення з проханням дозволити створити в Боснії автономну «політико-адміністративну владу» в структурі НДХ на чолі з уповноваженим за рішенням Гітлера.
6 грудня 1942 року рейхсфюрер-СС Генріх Гіммлер і начальник Головного управління СС СС-обергрупенфюрер і генерал Ваффен-СС Готтлоб Бергер звернулися до Гітлера з пропозицією створити боснійську мусульманську дивізію СС. Командування Вермахту і Ваффен-СС були стурбовані швидким погіршенням безпекової ситуації в державі Павелича, що вимагало присутності значного німецького військового континенту, який був конче потрібний на інших театрах війни. За німецькими даними, на 1943 рік понад 100 000 боснійських мусульман було вбито, а 250 000 стали біженцями. Крім того, регіону загрожував серйозний дефіцит продовольства. «Мусульмани, — зауважив СС-групенфюрер і генерал-лейтенант Ваффен-СС Артур Флепс, — через свій статус переслідуються усіма іншими».
Романтичні уявлення Гіммлера про боснійських мусульман, ймовірно, відіграли ключову роль у створенні дивізії. До того ж, меморандум від 1 листопада 1942 року також вказує, що провідні мусульманські автономісти вже пропонували створити добровольчий підрозділ Ваффен-СС під німецьким командуванням. Гіммлер був особисто захоплений ісламською вірою і вважав, що іслам створив безстрашних солдатів. Він вважав їхню жорстокість кращою, ніж благородство християн, і вважав, що їхні бойові якості слід розвивати й використовувати. Він думав, що мусульманські чоловіки стануть ідеальними солдатами СС, оскільки іслам «обіцяє їм рай, якщо вони будуть битися і загинуть у бою». Що стосується їхнього етнічного походження та критеріїв відбору до СС, схоже, що Гіммлер схилявся до теорії, яку пропагували як хорватські, так і німецькі ідеологи, що хорватський народ, включаючи мусульман, не були етнічними слов'янами, а були чистокровними арійцями готського чи іранського походження.
Гіммлер був натхненний відзначеними успіхами боснійсько-герцеговинської піхоти в Першій світовій війні. Він «намагався відновити те, що він називав „старою австрійською“ традицією, відродивши боснійські полки колишньої австро-угорської армії у формі боснійської мусульманської дивізії СС». Після створення дивізія мала вступити в бій і знищити партизанські сили Йосипа Броз Тіто, які діяли в північно-східній Боснії, таким чином відновивши місцевий «порядок». Головною турботою Гіммлера в регіоні була не безпека місцевого мусульманського населення, а добробут етнічних німецьких поселенців на півночі Сирмії. «Срем (Сирмія) є житницею Хорватії, і, сподіваюся, він і наші улюблені німецькі поселення будуть убезпечені. Я сподіваюся, що територія на південь від Срему буде звільнена… боснійською дивізією… щоб ми могли хоча б навести частковий порядок у цій смішній (хорватській) державі».
У середині лютого 1943 року Гітлер офіційно схвалив проєкт і Гіммлер призначив Флепса, командира 7-ї добровольчої гірської дивізії СС «Прінц Ойген», відповідальним за створення першої дивізії СС, яка буде набрана з не-німців.

### Початок формування
18 лютого 1943 року Флепс вирушив до Загреба для проведення офіційних переговорів з урядом НДХ. Він зустрівся з представником міністерства закордонних справ Німеччини Зігфрідом Каше та міністром закордонних справ НДХ доктором Младеном Лорковичем, який представляв Павелича. Павелич уже погодився дати дозвіл на формування дивізії, але Ваффен-СС та НДХ мали дуже різні погляди на то, як її формувати та контролювати. Як компроміс, слово «хорватський» було включено до його офіційної назви, а хорватських офіцерів-католиків були запрошені на керівні посади. Але, врешті-решт Гіммлер і Флепс взяли гору і створили дивізію так, як вони вважали за потрібне, залишивши керівництво НДХ дуже незадоволеним результатом, особливо щодо її етнічного складу.
СС-штандартенфюрер Карл фон Кремплер, фахівець з ісламу, який розмовляв сербохорватською, був визначений Гіммлером і Флепсом відповідальним за створення дивізії. 3 березня 1943 року Флепс зустрівся з фон Кремплером, який мав працювати з представником уряду НДХ Алією Шуляком. Кампанія набору розпочалася 20 березня 1943 року, коли фон Кремплер і Шуляк розпочали 18-денний рекрутський тур по 11 боснійських районах. За сприяння СС у містах Живиниці та Грачаниця відбулися рекрутські мітинги. Тим часом німці почали розгортання штабу дивізії в Берліні, включаючи СС-штандартенфюрера Герберта фон Обервурцера, який був переведений з 6-ї гірської дивізії СС «Норд» для того, щоб очолити дивізію. Формування нового з'єднання Ваффен-СС відбувалося з величезними проблемами, в першу чергу через затятий опір хорватського керівництва НДХ.
У березні-квітні 1943 року Гіммлер і група мусульманських лідерів з НДХ звернулися до муфтія Єрусалиму хаджі Аміна аль-Хусейні, який тоді проживав у Берліні, про допомогу в організації та вербуванні мусульман до Ваффен-СС та інших підрозділів. Його супроводжував фон Кремплер, який розмовляв турецькою. З 30 березня по 10 квітня муфтій відвідав Загреб, Сараєво та Баня-Луку, щоб зустрітися з високопоставленими мусульманськими лідерами та агітувати на підтримку нового формування. Муфтій також відвідав, щоб благословити та оглянути дивізію, під час якої він використав нацистське вітання.
Незважаючи на підтримку аль-Хусейні, для вербування мусульман у підрозділи дивізії необхідної кількості не вистачало. Тоді Гіммлер дозволив 10-відсоткову християнську складову, але набір достатньої кількості мусульман продовжував виявлятися проблемним, що призвело до включення 2800 хорватів-католиків до дивізії. На жах Гіммлера, це було більше, ніж співвідношення католиків і мусульман, на яке він розраховував.
Спочатку дивізія була направлена на південь Франції для формування та навчання, де вона розміщувалася переважно в містах і селах департаментів Аверон і Лозер. Протягом тривалого періоду після офіційного формування дивізія була безіменною і називалася «Хорватська добровольча дивізія СС» (нім. Kroatische SS-Freiwilligen-Division) або «Мусульманська дивізія» (нім. Muselmanen-Division). Рішення Ваффен-СС сформувати та тренувати дивізію за межами Боснії суперечило пораді німецького повноважного генерала НДХ Едмунда Глеза фон Хорстенау. Невдовзі ця порада виявилася пророчою.

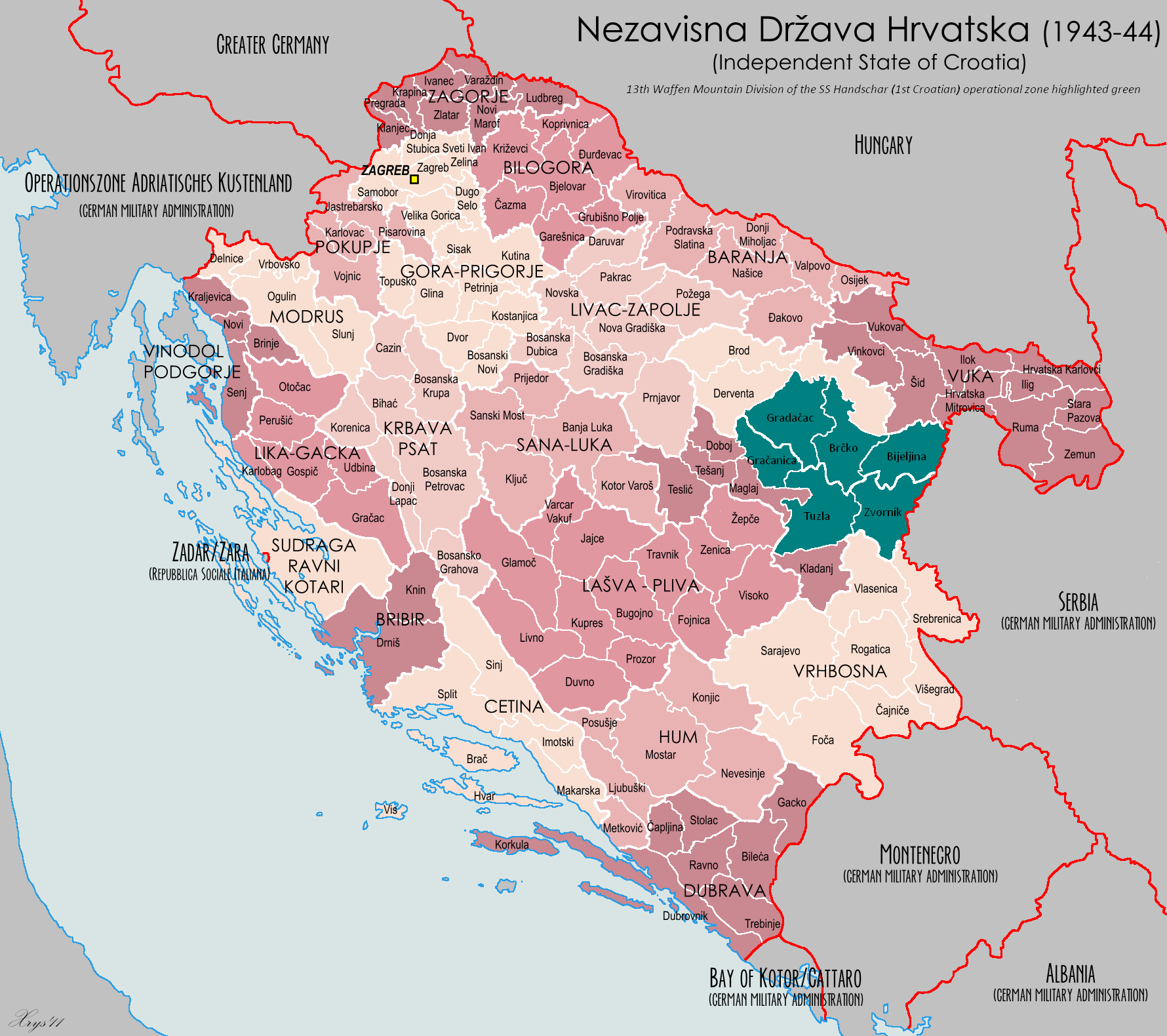
Оперативна зона відповідальності 13-ї дивізії СС «Ханджар» (виділено зеленим кольором)

9 серпня 1943 року оберст Карл-Густав Зауберцвайг прийняв командування дивізією від фон Обервурцера. Зауберцвайг перейшов до Ваффен-СС з присвоєнням звання СС-оберфюрера.

### Бойовий шлях дивізії
По завершенні формування дивізії, що супроводжувалося чималими проблемами, зокрема заколотом у Вільфранш-де-Руерг, де проходив етап бойового злагодження частин дивізії, з'єднанню була визначена операційна зона близько 6000 квадратних кілометрів у північно-східній Боснії в межах НДХ. Операційна зона безпеки охоплювала регіони Посавина, Семберія та Маєвиця між річками Сава, Босна, Дрина та Спреча. Це приблизно відповідало району дій 3-го партизанського корпусу югославської визвольної армії. Гіммлер вважав цей регіон критичним важливим, звідсіля завдання щодо захисту сільськогосподарських районів і поселень фольксдойче у регіоні Сирмія на півночі стратегічно необхідним.
Вперше дивізія вступила в бойові дії під час операції «Вегвайзер» з 9 по 12 березня 1944 року. Метою операції «Вегвайзер» було очистити частину району Сірмія, яку окупували партизани, що загрожували залізниці Загреб-Белград. Партизани діяли з лісів довкола Босута та сіл вздовж Сави. Коли дивізія увійшла в цей район, партизани відійшли на південний схід, уникаючи зіткнення з противником. Зауберцвайг стверджував, що партизани зазнали 573 убитих і 82 полонених. Водночас, військовий історик Хоар пише, що при проведенні операції вояки дивізії знищила сотні мирних сербських жителів. За словами Володимира Дедієра та Антуна Мілетича, у Босуті було вбито 223 мирних жителі, у Сремській Рачі — 352, у Ямені — 70, переважно старі, жінки та діти. Операція вважалася успішно проведеною, Босутські лісі були зачищені, але партизани повернулися в цей район незабаром після її завершення.
15 березня 1944 року була розпочата операція «Саве» з метою очищення від партизан району Семберія. Зауберцвейг наказав кожному командиру зачитати підготовлене повідомлення, коли його підрозділ перетнув річку Саву, в якому наголошувалося, що їхньою метою є «визволення Боснії», а в кінцевому підсумку — звільнення «мусульманської Албанії». Це було пряме звернення до албанських військ, а також до боснійців. 27-й полк на світанку переправився через Саву в Босанській Рачі біля впадіння річки в Дрину. Решта перейшли в Брчко під інтенсивним артилерійським обстрілом. Негайно розпочалися зіткнення з партизанськими силами, які швидко відійшли до лісів. 27-й полк легко просувався через Паннонську рівнину через Веліно Село до Бродаца, а потім до Бієліни, яка ввечері 16 березня була взята попри легкий партизанський опір.
Потім 27-й полк закріпився на позиціях у Бієліні, тоді як 28-й полк і дивізійний розвідувальний батальйон продовжили бойові дії, просуваючись через Пукіс, Челич і Корай до підніжжя гір Маєвиця. Після того, як територія була убезпечена, вздовж дороги Челич-Лопаре були створені опорні пункти. У ніч з 17 на 18 березня частини 16-ї та 36-ї партизанських дивізій Воєводини провели невдалі атаки на позиції 28-го полку в Кораі та Забрдже, втративши при цьому понад 200 осіб.
Після операції «Саве» дивізія протягом більше трьох тижнів залишалася на місці, зачищаючи та відбиваючи місцеві атаки партизанів. Мусульмани не виявляли великого бажання пробиватися далі в Боснію, але розвідувальний батальйон активно діяв на західному фланзі дивізії, атакуючи позиції партизанської 3-ї Воєводинської бригади 36-ї Воєводинської дивізії. Протягом наступного тижня батальйон захопив ще кілька позицій партизанів. На початку квітня 200 партизанів 16-ї мусульманської бригади здалися дивізії. В основному це були колишні члени різних мусульманських загонів, яких призвали до лав партизан.
12 квітня 1944 року почалася операція «Остерей», метою якої було очищення гори Маєвиця, яку утримували підрозділи 3-го корпусу на чолі з генералом Костою Надь. 27-й полк швидко захопив Яню і прорвався далі через Доню Трнову в напрямку вугільних шахт Углєвик, що були важливою економічною складовою німецької військової машини. Після боїв, які тривали до вечора 13 квітня, 27-й полк повідомив про втрати партизанів: 106 загиблих, 45 полонених і двох дезертирів разом із великою кількістю зброї та боєприпасів. Також полк захопив величезну кількість медичного майна із пунктів допомоги в районі Доньї Трнової.
28-й полк пробивався на південь через Мачковац і під час боїв навколо Прібоя його 1-й батальйон, що складався з албанців, зазнав важких втрат. Потім 3-й партизанський корпус відвів 16-ту та 36-у дивізії Воєводини на південь через дорогу Тузла-Зворник. Розвідувальний батальйон продовжив наступ, пробивши шлях в західну Маєвицю і захопивши Сребрник і Градачаць, а потім з'єднався з 1-ю гірською бригадою хорватських ополченців. Німці вважали операцію «Остерей» великим успіхом, досягаючи всіх цілей з мінімальними втратами.
Наступною операцією стала операція «Майбаум», метою якої було амбітне завдання знищення 3-го партизанського корпусу. Командування групи армій «F» віддало наказ V гірському корпусу СС сформувати блокаду вздовж Дрини, щоб запобігти переходу партизанських сил до Сербії. Операція «Майбаум» стала однією з найбільших операцій по боротьбі з повстанцями Другої світової війни і до її проведення залучалися значні сили, зокрема 7-ма дивізія СС та сили НДХ. 13-та дивізія СС перебувала під командуванням V корпусу СС, і основними завданнями дивізії було захоплення Тузли та Зворника, а потім рух на південь паралельно Дрині назустріч іншим формуванням корпусу. Початковий план передбачав висадку 500-го парашутного батальйону СС у район Власениці, але це було скасовано через несприятливу погоду. Флангову охорону мав забезпечувати розвідувальний батальйон у районі Сребрника.
23 квітня 28-й полк гірськими дорогами через Тузлу вирушив на південь. Наступного дня його підрозділи продовжили рух аж до Ступарів. 25 квітня 27-й полк просунувся на південь, намагаючись захопити Зворник. У той же час 28-й полк направив 1-й батальйон на схід до Власениці, а II/28 — на південь до Кладаня, 27 квітня захопивши місто. Через рівень води в Дрінячі в Кладані, замість того, щоб перейти річку вбрід і просунутися на схід до Власениці, підрозділи II/28 продовжили рух на південний схід до Хан-Пієсака, де зустріли елементи 7-ї дивізії СС, що просувалися на північ.
28 квітня 1-й батальйон 28-го полку захопив Власеницю, але майже відразу ж був атакований зі сходу двома партизанськими дивізіями. 3-тя партизанська дивізія оточила штаб 28-го полку в Шековичах, за 30 кілометрів на північний захід від Власениці; 2-й батальйон 28-го полку і розвідувальний батальйон були доставлені до Власениці, де II/28 звільнили побиті I/28, а потім оточили Шековичи. Після 48-годинного бою, під час якого II/28 було знищено, місто було взято.
Поки точилася битва при Шековичах, 27-й полк продовжив блокаду Дріни далі на південь, влаштувавши засідку на партизанську колону і 30 квітня досягши Нової Касаби. Після покращення ситуації в Шековичах 1 травня 27-й полк повернувся до патрулювання дороги Тузла — Зворник. 5 травня 28-й полк рухався в район Сімін-Хан-Лопаре, а 7-ма дивізія СС переслідувала партизан, що відходили на південь.
Операція «Майбаум» не тільки зірвала переправу через Дрину в Сербію 3-го партизанського корпусу, вона також розсіяла партизанські формування. 6 травня V гірський корпус СС наказав дивізії повернутися у визначену операційну зону на північ від Спречі.
17–18 травня 1944 року дивізія разом з місцевим загоном четників Маєвиця-Тузла, яким командував Радівій Керович, розпочали операцію «Майглоккен», метою якої було знищити декілька партизанських бригад у Маєвицах. На Столицьких висотах партизани потрапили в оточення. Спроба партизанської 16-ї Воєводинської дивізії визволити оточені сили була розгромлена розвідувальним батальйоном і частинами 28-го полку. Колона військ, що намагалися визволити оточених, була відкинута через Спрічу. Після важкого бомбардування артилерійського полку партизанські загони 18 травня під покровом темряви втекли з «мішку» на південь. Партизани зазнали значних втрат, наприклад, 17-та Маєвицька бригада 27-ї дивізії Східної Боснії втратила 16 убитими і 60 зниклими безвісти. Після завершення операції «Майглоккен» 27-й полк залишився під Зворником, а 28-й полк розгорнувся біля Сребреника.

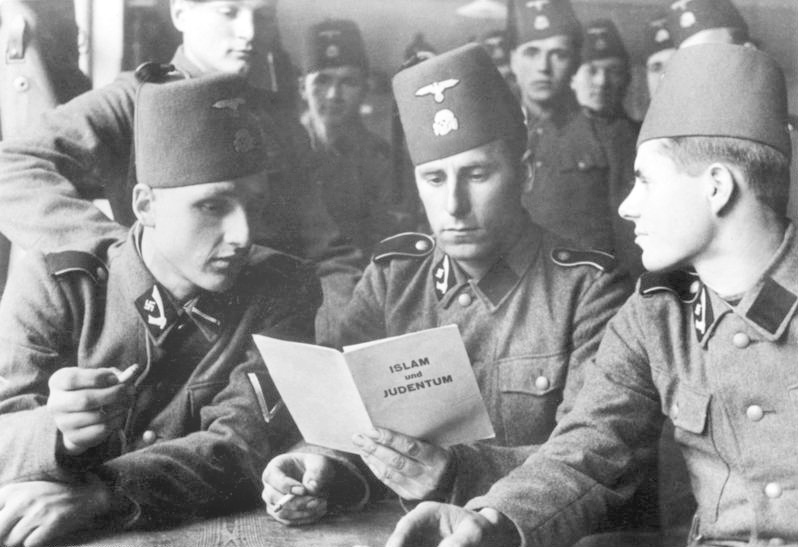
Солдати 13-ї дивізії в процесі політичного навчання, читають брошуру «Іслам та юдаїзм», літо 1943

Після операції «Рессельшпрунг», спроби нацистів вбити або захопити Тіто у Дрварі в західній Боснії 25 травня 1944 року, партизанський лідер влаштував у відповідь загальне повстання в окупованій Югославії. 3-й партизанський корпус спланував наступ у зону, де планувалося вступити в бой і знищити німецькі та місцеві союзні сили, на трьох напрямах силами трьох партизанських дивізій: 16-ї, 38-ї та 36-ї.
В результаті зіткнення сторін підрозділам 13-ї гірської дивізії СС «Ханджар» вдалося зупинити ворожий наступ, але в ході контрнаступальної операції «Вольмонд» дивізія втратила 205 загиблих, 528 поранених і 89 зниклих безвісти. 1-й батальйон 28-го полку був фактично знищений, вижило лише 180 осіб. Згідно з німецьким звітом після боїв, війська дивізії вбили понад 1500 партизан і захопили велику кількість зброї та боєприпасів. Водночас, за даними партизанських джерел, втрати 3-го партизанського корпусу становили півтори сотні загиблими, 360 пораненими та 55 зниклих безвісти партизанів.
Після завершення операції «Вольмонд» командир 27-го полку Дезідеріус Гампель був призначений командиром дивізії, а Зауберцвайгу було доручено сформувати новий штаб корпусу — IX гірський корпус СС (хорватський). Командир 28-го полку Гельмут Райтель отримав завдання сформувати нову 23-ю гірську дивізію Ваффен-СС «Кама» (2-га хорватська). Як новий штаб корпусу, так і нова дивізія мали бути сформовані на півдні Угорщини.
Протягом решти червня 1944 р. і до першого тижня липня дивізія відбивала спроби партизанських атак у зону безпеки та зміцнювала місцеву НДХ і четників, які зазнали нападу з боку партизан. Протягом літа 1944 року підрозділам дивізії було доручено охороняти угорських євреїв-примусових робітників, які будували укріплення в Тузлі. Охороняючи робітників, вони піддавали їх жорстокому поводженню і розстріляли 22 особи, які не могли продовжити роботу.
14 липня 1944 року дивізія взяла участь у черговій антипартизанській операції «Флігенфангер». Вона мала на меті знищення імпровізованої партизанської злітно-посадкової смуги в районі Осмаці приблизно в 26 кілометрах на південний схід від Тузли і партизанських сил, які її охороняли. Злітно-посадкова смуга використовувалася авіацією союзників для доставки припасів та евакуації поранених партизан до Італії. Два батальйони 27-го полку разом з батальйоном четників з Маєвиці розпочали операцію з лінії Капарде–Мемічі–Прнявор, захопили міста Осмачі та Мемічі та пошкодили аеродром, незважаючи на жорсткий опір. Незабаром 19-та партизанська бригада Бірач контратакувала і відкинула німців і четників через дорогу Тузла-Зворник. Одночасно з контрнаступом штаб 3-го партизанського корпусу наказав 36-й Воєводинській дивізії район від сил ворога, щоб можна було відновити використання аеродрому. У ніч з 14 на 15 липня підрозділи цієї дивізії прибули в район Осмачів і звільнили 19-ту бригаду Бірач, яка рухалася до Сребрениці. Протягом ночі з 16 на 17 липня авіація союзників доставила обладнання до Осмачі, а близько 100 поранених партизан було доправлено до Італії.
За німецькими даними, в ході операції було вбито 42 партизани, а втрати дивізії становили 4 вбитими і 7 пораненими. Партизанські загони відійшли на південь до району Власениця-Раїчі.
Поки дивізія проводила операцію «Флігенфангер», 2-га танкова армія розробляла план блокування шляхів переміщення великих партизанських сил із центральної Боснії в західну Сербію для посилення партизанського руху в цьому регіоні. Оскільки більша частина дивізії була розгорнута в південній частині зони безпеки, Гампель запланував силами наявних підрозділів дивізії свою операцію, «Гейдероз», спрямовану на знищення об'єктів партизан на північний захід від Шековичі та на південь від Спречі. 27-й полк, посилений тим же батальйоном четників, який співпрацював в операції «Флігенфангер», атакуватиме на схід у напрямку Шековичі, а 28-й полк просуватиметься на південь. Окремий батальйон 7-ї дивізії СС діятиме як блокуюча сила, що рухається на північ.
17 липня розпочалася операція. 28-й полк одразу ж наштовхнувся на запеклий опір югославських партизанів, тоді як 27-й полк ще до сутінків без серйозної протидії піднявся на висоту до Удрча. Вранці 18 липня четники атакували з Матковаца в напрямку Шековича. 19 липня 1944 року 27-й полк досяг Бачковац і захопив височини на південь від Шековиці. 28-й полк відкинув партизанську 36-ту Воєводинську дивізію. Батальйон 7-ї дивізії СС наразився на серйозний спротив навколо Власениці, але прорвався. 19 липня 28-й полк рушив на північ до Горньє-Петровіце, щоб атакувати 12-й партизанський корпус у Живініцах. Розвідувальний батальйон 7-ї дивізії СС проштовхнувся з Вареша як блокуючий загін, щоб не дати партизанам відступити через Кладань.
Потім партизани направили 16-ту Воєводинську дивізію на допомогу 36-й дивізії, яка до цього моменту винесла основний тягар операції «Гейдероз». 20 липня обидві дивізії атакували 27-й полк, який наступного дня контратакував після того, як партизани отримали відсіч із великими втратами. 23 липня партизани почали відходити на південь з цього району. Дивізія почала шукати приховані партизанські бази, які, за даними німецької розвідки, були там розташовані. Після дня пошуків дивізія виявила більше десяти партизанських баз, які четники, які співпрацювали, почали зачищати, незважаючи на те, що в попередні дні вони не виявляли особливого інтересу до фактичної боротьби з партизанами.
Операція «Гейдероза» була значним успіхом для дивізії, завдавши серйозних втрат партизанам. Загинуло понад 900 партизан, захоплено велику кількість техніки: одну протитанкову гармату, два міномети, 22 кулемети, понад 800 гвинтівок і майже 500 тис. набоїв стрілецької зброї. Дивізія зазнала втрату 24 вбитих і понад 150 поранених.
У перший тиждень серпня 1944 року 2-га танкова армія була нарешті готова до руху, щоб зірвати наступ партизан з Боснії до Сербії. За планом операції «Рубезаль» 7-ма і 13-та дивізії СС сформували так звану боснійську фазу операції, названу операцією «Хакфляйш». За задумом планувалося витіснити партизанів, які окупували територію між містами Кладань, Власениця, Соколац та Олово, на південь від зони безпеки. Загальний план передбачав колони, які мали вибити партизанів на схід у кліщі інших підрозділів, тим самим знищивши їх.
27-й полк вступив у запеклі бої з партизанською 27-ю дивізією Східної Боснії та 38-ю дивізією Боснії, які розпочали наступ біля Власениці. Нездатність 27-го полку просунутися вперед означала, що план оточення партизанських сил не був досягнутий, і партизани втекли, перетнувши дорогу Власениця-Хан-П'єсак на схід. Інші партизанські сили відійшли в напрямку Горажде.
Що стосується німців, операція «Хакфляйш» мала помірний успіх: було вбито 227 партизанів і взято в полон понад 50. Це затримало, але не завадило наступу партизан до Сербії. Щоб дозволити 7-й дивізії СС переслідувати партизанські сили, що відступали до центральної Боснії, I/28 і III/28 були передані під командування цієї дивізії на період з 8 по 17 серпня 1944 року. Протягом решти серпня 1944 року частина дивізії наполегливо змагалася прагнучі утримати партизанів поза зоною безпеки. Партизанська 11-та дивізія Країни та 38-ма дивізії Боснії швидко проникли в південну частину зони безпеки, а 27-ма дивізія Східної Боснії перетнула територію на північний захід від Сребрениці і пробилася до Братунаца. Після серії швидких передислокацій та атак батальйонів і полків дивізія розсіяла 11-ту дивізію Країни та розгромила 27-у дивізію Східної Боснії.
На цей час дивізія майже безперервно воювала протягом усього літа. За словами командира дивізії Гампеля, вона була виснажена ще до початку операції «Хакфляйш». Сукупним наслідком постійних боїв було погіршення ситуації, з якою стикалися німці на всіх фронтах, і чуток, ймовірно, поширених серед членів партизанами та усташами, було те, що дивізія почала розпадатися на початку вересня 1944 року.
На початку вересня 1944 року дивізія повернулася на північ до зони безпеки, розташувавши батальйони піхоти в селах Курукая, Вуковіє (на південь від Фоча), Осмаці та Сребрник. Майже відразу 3-й партизанський корпус розпочав наступ, атакуючи II/28 у Сребрнику. Батальйон тримався, незважаючи на сильний тиск протягом двох днів боїв проти 11-ї дивізії Країни. Наприкінці першого тижня вересня, відчуваючи слабкість німців і шукаючи зброю та припасів, четники атакували колони дивізійного постачання. В результаті цих нападів загинули троє військових дивізії. Протягом того ж тижня союзники провели операцію «Ретвік» на Балканах, в рамках якої авіація союзників завдала удару по концентрації військ Осі та ключовій інфраструктурі, щоб перешкодити виходу Німеччини з Греції. Відповідно для дивізії це відобразилося в ускладненні матеріально-технічного забезпечення через руйнування залізниці Сараєво-Брод і масове дезертирство військ НДХ, яким було поставлено завдання убезпечити лінії постачання.
8 вересня на позиції у Матковаці II батальйону 27-го полку відбувся невдалий штурм партизанів. Після першого тижня вересня більша частина бойових сил дивізії була переміщена до західного кордону зони безпеки, щоб протистояти партизанському вторгненню. Дивізії вдалося витіснити партизанські загони із Слатни та Меджеджі, а союзні четники захопили Скургіч. Після надання допомоги силами НДХ бойові полки дивізії відійшли до Брчко для відпочинку та відновлення боєздатності. У результаті переміщення у західний район зони безпеки південний район зони був швидко захоплений югославськими партизанами. Зворник і Тузла були зайняті до середини вересня.
17 серпня 1944 року Тіто запропонував загальну амністію, і багато хто в дивізії скористався цією можливістю. Протягом перших трьох тижнів вересня, поки тривали запеклі бої, понад 2000 боснійців дезертирували, багато хто з них забрали зброю з собою. Вони йшли додому, приєднувалися до міліції зелених кадрів або переходили до усташів. Багато військовиків дивізії перейшли до партизан, причому понад 700 приєдналися до 3-го партизанського корпусу на початку жовтня.
Через високі темпи дезертирства з 13-ї дивізії СС Зауберцвайг запропонував роззброїти боснійців як у 13-й дивізії СС, так і в 23-й дивізії СС. Але натомість Гіммлер вирішив перевезти 2000 боснійців 23-ї дивізії СС з Угорщини до Боснії та реорганізувати решту частин таким чином, щоб війська обох дивізій з ключовими підрозділами підтримки 13-ї дивізії СС, перейшли в підпорядкування IX гірського корпусу СС, який також рухався до Боснії з Угорщини.
Рано вранці 3 жовтня 1944 року партизанська 28-ма Славонська дивізія атакувала ескадрон розвідувального батальйону в Яні поблизу Дрини на східному кордоні зони безпеки. Коли вони вирвалися з оточення на північ, решта розвідувального батальйону відійшла на південь від Бієліни і важкою ціною зупинила наступ партизан. На світанку наступного дня ще чотири партизанські бригади атакували гарнізон в Янджі, а бої тривали протягом дня, перш ніж партизани відступили на південь. Штурмові рейдові команди були відправлені за ворогом, що тікав, але не змогли завдати їм значних втрат, оскільки ті вже перетнули Дрину на окуповану німцями територію Сербії. Після цього бою група армій «F» дійшла висновку, що загальна бойова цінність дивізії стала мінімальною.
Тим часом просування Червоної армії через Белград на північ до колишнього окупованого угорцями югославського регіону Бараньї зробило утримання лінії Дунаю критичним для німців. На початку листопада радянські війська створили плацдарм через Дунай біля Апатина (сучасна Сербія). Починаючи з 9 листопада, дивізія в кілька етапів була передислокована на Східний фронт. Першим 10 листопада вступив у бій розвідувальний батальйон поблизу Дарди на захід від Апатинського плацдарму. За ними йшли угрупування з трьох батальйонів (I/27, II/28 та II/28), артилерійський дивізіон (III/AR 13) та підрозділ інженерного забезпечення. Вони рушили з плацдарму Брчко і 14 листопада приєдналися до позиції в Пелмоношторі на південний захід від другого радянського плацдарму, який був створений у Батині (сучасна Хорватія). В результаті останні мусульманські війська СС залишили Боснію. За тиждень до них приєднався розвідувальний батальйон, який добре виправдав себе в боях на захід від Апатина.
До 20 листопада Червона армія перейшла за Дунай у Батині. Наступного дня підрозділи дивізії були витіснені зі своїх позицій, коли в живих залишилися 200 військових. До 25 листопада решта дивізії вирушила з району Загреба. Залишки були передані під командування 44-ї рейхс-гренадерської дивізії «Гох унд Дойчемайстер».
2 грудня дивізія була возз'єднана, за винятком решти інженерного батальйону, який залишився в Боснії через пошкоджені мости та залізниці. Внаслідок постійного дезертирства і катастрофічних втрат, які зазнали тактичні зведені групи дивізії, з'єднання вже мало нагадувало формування, сформоване в Боснії. Незважаючи на повернення роззброєних боснійців із робочих частин, приєднання угорських піхотних та артилерійських підрозділів та прибуття німецьких замін призвели до того, що дивізія мало відрізнялася від будь-якого іншого підрозділу 2-ї танкової армії.
Після невеликої перерви дивізію перекинули в сектор лінії «Маргарет», систему фортифікаційних оборонних споруд на південь від озера Балатон, яка стримувала наступ радянських військ. З грудня 1944 по січень 1945 року дивізія витримала кілька атак Червоної армії, згодом розгорнулася позиційна окопна війна. На початку березня 1945 року кілька підрозділів взяли участь в операції «Фрюлінгсервахен», яка стала останнім великим наступом Німеччини. Тим часом з грудня 1944 року по березень 1945 року решта дивізії перебувала на відновленні в угорському Барч. У лютому до них приєднався дивізійний інженерний батальйон, який нарешті зумів відійти з Боснії. 16 березня радянські війська розпочали Віденську операцію в обхід району Барч. Тієї ночі дивізія атакувала фланги радянської оборони в Єресному, провівши останню наступальну операцію у війні.
5 травня німці та боснійці, що залишилися в дивізії, почали відступ на північ до Австрії. 8 травня вони отримали наказ про відступ до Вольфсберга, Каринтія. Дізнавшись про цей наказ, імами 28-го полку «підійшли до свого командира Ганса Ганке і попросили звільнити їх та їхніх людей і дозволити спробувати повернутися на батьківщину… Незабаром усі боснійці, що залишилися в дивізії запитали, чи хочуть вони залишитися». Є два повідомлення про масові вбивства цих членів дивізії партизанами, одне з яких включало масовий розстріл 1400 солдатів.
Відступ тривав до 11 травня. 12 травня Хемпель провів переговори про капітуляцію з британською армією в Санкт-Файт-ан-дер-Глан. 15 травня більшість чоловіків були перевезені до Ріміні в Італії, де вони були ув'язнені разом з іншими військовополоненими 7-ї дивізії СС і 16-ї танково-гренадерської дивізії СС «Рейхсфюрер СС». Розрізнені рештки здалися до 18 травня.

## Командування

### Командири
- СС-групенфюрер Артур Флепс (нім. Artur Phleps) (13 лютого 1943 — 9 березня 1943);
- СС-штандартенфюрер резерву Герберт фон Обвурцер (нім. Herbert von Obwurzer) (9 березня — 9 серпня 1943);
- СС-бригадефюрер Карл-Густав Зауберцвайг (нім. Karl-Gustav Sauberzweig) (9 серпня 1943 — 19 червня 1944);
- СС-бригадефюрер Дезідеріус Гампель (нім. Desiderius Hampel) (19 червня 1944 — 8 травня 1945).

## Райони бойових дій
- Незалежна Держава Хорватія (березень — липень 1943);
- Франція (липень 1943 — січень 1944);
- Німеччина (січень — березень 1944);
- Югославія (березень — вересень 1944);
- Угорщина (січень — квітень 1945);
- Австрія (квітень — травень 1945).

## Нагороджені дивізії
Нагороджені дивізії
|  | Кавалери Золотого Німецького Хреста          | 5 |
|  | Кавалери Срібного Німецького Хреста          | 1 |
|  | Кавалери Лицарського хреста Залізного хреста | 5 |

### Кавалери Лицарського хреста Залізного хреста
- Гельмут Кінц — СС-гауптштурмфюрер, командир 13-го гірського розвідувального батальйону СС (3 травня 1945)
- Карл Ліке — СС-штурмбанфюрер, командир 27-го гірського полку військ СС (3 травня 1945)
- Дезідеріус Гампель — СС-бригадефюрер і генерал-майор військ СС, командир дивізії (3 травня 1945)
- Ганс Ганке — СС-оберштурмбанфюрер, командир 28-го гірського полку військ СС (3 травня 1945)
- Альберт Штенведель — СС-штурмбанфюрер, командир 2-го батальйону 27-го гірського полку військ СС (3 травня 1945)

## Галерея

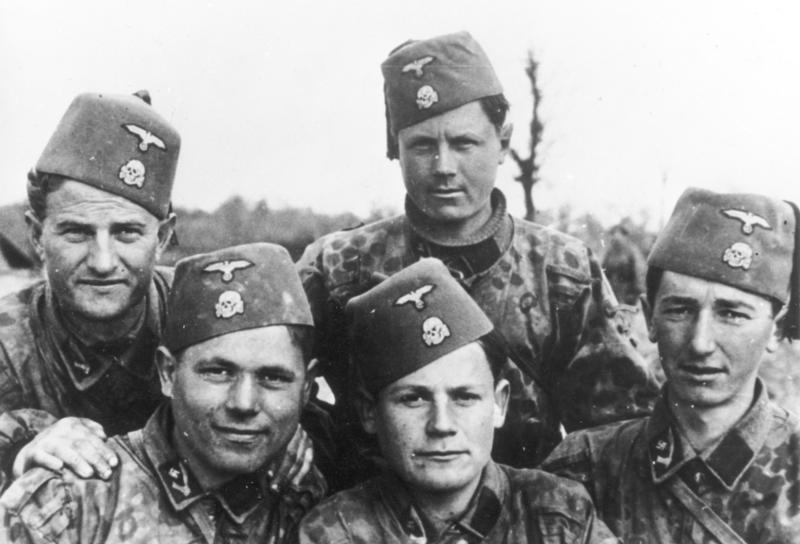
Боснійські мусульмани, бійці дивізії (1943)

## Відео
- 13. Waffen-Gebirgs-Division der SS Handschar
- Muslim Nazi … 13. Waffen-Gebirgs-Division der SS Handschar [Архівовано 3 липня 2014 у Wayback Machine.]
- 13th Waffen Mountain Division of the SS Handschar